# Punto d'impatto (film 2011)
Punto d'impatto (The Ledge) è un film del 2011 scritto e diretto da Matthew Chapman.
A ventitré anni dall'ultima regia, lo sceneggiatore Matthew Chapman torna dietro alla macchina da presa con un thriller in cui una battaglia di filosofie tra un estremista cristiano e un ateo incallito si intensifica in una battaglia mortale di volontà.
Il film ha debuttato negli Stati Uniti al Sundance Film Festival 2011.
La distribuzione nelle sale italiane è avvenuta il 10 giugno 2011.
Il film è dedicato alla coppia Dick Chapman e Ben Duncan, zii del regista e icone gay inglesi.

## Trama
Il detective Hollis Lucetti scopre di essere sterile e di esserlo sempre stato. Ciò lo porta a discutere con la moglie, cui chiede con insistenza chi sia il padre dei loro due figli.
Intanto Gavin Nichols è sul cornicione di un palazzo, pronto a lanciarsi di sotto. Hollis è chiamato ad intervenire ed a conversare con Gavin per scoprirne le intenzioni e possibilmente salvarlo. Gavin è ateo, un idealista radicale e razionale, che, dopo essersi separato dalla moglie, ha lasciato l'incarico di professore universitario per svolgere la mansione di vicedirettore di hotel. Vive con Chris, apertamente omosessuale. A poche porte di distanza dal loro appartamento, si trasferisce una giovane coppia, composta da Joe e Shana. Dopo che Shana viene assunta nell'hotel diretto da Gavin, i quattro provano a stringere amicizia, ma l'omosessualità di Chris genera un primo attrito tra Gavin e Joe, molto credente.
Gavin prova una profonda attrazione per Shana e lentamente la seduce. Lei d'altra parte cede, dopo non pochi ripensamenti e tentativi di interrompere il processo di seduzione. Tuttavia, quando i due hanno ormai deciso di informare Joe della loro relazione, quest'ultimo li scopre e decide di punirli. Rapisce Shana e dà a Gavin un ultimatum: è disposto a salvarla solo se Gavin si suiciderà entro le 12:00 di quel giorno. Altrimenti, sarà lei a morire.
Nel corso della conversazione, Hollis diventa sempre più consapevole della determinazione di Gavin a compiere il gesto, del quale tuttavia non viene a conoscere le motivazioni se non a cinque minuti dall'ora dell'ultimatum. Dà quindi ordini perché Shana sia trovata e salvata, ma ciò non avverrà in tempo per salvare anche Gavin.
La vicenda porta Hollis a riflettere sulla propria vita, sulle motivazioni che hanno condotto sua moglie a comportarsi così come ha fatto; alla fine decide di tornare a casa dalla propria famiglia.